# 安德里斯库斯
安德里斯库斯（? - 前146年），又被稱為偽腓力，古希臘阿德拉米狄翁人，他自稱是馬其頓最後一位合法國王珀爾修斯兒子腓力，並在前149年重建了马其顿王國，是為腓力六世。安德里斯库斯的統治僅一年有餘，他最後在與羅馬的第四次馬其頓戰爭中戰敗，國滅身亡。
古代文獻都一致同意安德里斯库斯他曾經在小亞細亞西部伊奧利亞阿德拉米狄翁當過漂洗工，大約前154年他自稱自己得知身世，隨後前往塞琉古帝國去找他的小舅德米特里一世處尋求幫助，助他登上王位。德米特里一世不相信這個說詞，逮捕他並把他送往羅馬。羅馬元老院也認為他是假的，認為他沒有什麼威脅性，放他毫髮無傷離開，只是限定他要居住在義大利的城市中。安德里斯库斯趁機從義大利半島逃脫，最後輾轉來到色雷斯並受到當地王公有力支持，他以色雷斯為基地開始入侵馬其頓，不僅擊敗羅馬的軍隊還顛覆了羅馬在馬其頓建立的屬國，重建了馬其頓王國。羅馬共和國隨即派遣大軍征討，儘管安德里斯库斯在第四次馬其頓戰爭中初期有些成功，但最終被羅馬將領昆圖斯·凱西里烏斯·梅特盧斯擊敗，兵敗被俘，王國再度覆滅。
安德里斯库斯被關押兩年，在前146年被迫出席昆圖斯·凱西里烏斯·梅特盧斯的凱旋式，隨後被處決。在這次事件後，羅馬重組了馬其頓地區並建立了馬其頓行省，將該地區直接併入羅馬共和國內，結束了馬其頓的獨立地位。

## 出身和早年
關於安德里斯庫斯的出身文獻上記載得相當模糊，甚至有時還互相矛盾，但它們一致都認為他曾經在小亞細亞西部伊奧利亞阿德拉米狄翁當過漂洗工。安德里斯庫斯的出生地不明，根據他自述，他幼年是在阿德拉米狄翁由一位克里特人養父撫養長大，身心成熟後於前154年開始宣稱自己的王室身份。
在自述中，他在阿德拉米狄翁受教育直到青少年時養父去世，並告知他是養子，然而此時他仍不清楚誰是生父。養母接著繼續撫養他，到成年時，他的養母給他一個未開封的羊皮文件，說他的生父是馬其頓末代國王珀爾修斯，這封書信是珀爾修斯親自書寫要給自己的，信中提到塞薩洛尼基和安菲波利斯隱藏兩處王國藏寶要留給他，安德里斯庫斯後來用這個知識來強化他的合法性。安德里斯庫斯有一點對於宣稱自己的王室身份很有利，就是他的面貌與珀爾修斯很像。古代文獻一致認為他是個騙子，他的宣稱是假的，然而近代學者貝內迪克特·奈西（Benedikt Niese）猜測他的宣稱有屬實的可能性，但還是同意他是個冒牌者。
大約在前154/前153年左右，他離開阿德拉米狄翁所在的帕加馬王國，根據他自述，養母強烈建議他遠離親羅馬的帕加馬國王歐邁尼斯二世領地，因此他前去敘利亞地區的塞琉古帝國境內宣布他的身份，希望塞琉古國王能幫助他奪取馬其頓王位。

## 宣稱王位

### 在敘利亞
他第一個徵求幫助的對象塞琉古國王德米特里一世，古羅馬歷史學家李維和卡西烏斯·狄奧只簡單描述安德里斯庫斯離開帕加馬王國來到塞琉古帝國，並希望德米特里一世能幫助他奪取馬其頓王位。然而，另一位古希臘歷史學家西西里的狄奧多羅斯則提供另一個版本的詳細故事，根據狄奧多羅斯記載，安德里斯庫斯原是德米特里一世軍隊的一名傭兵，因為長得很像馬其頓末代國王珀爾修斯，他軍中的同袍都開玩笑稱他是「珀爾修斯之子」，這個玩笑在安德里斯庫斯加油添醋下很快就變成一股廣為流傳的流言，他決定利用這個機運，正式宣稱自己真的是珀爾修斯之子腓力。近代學者奈西試圖調解這兩個說法的不同，認為安德里斯庫斯離開小亞細亞後，來到敘利亞地區加入德米特里一世的軍隊成為傭兵，之後才對外宣布自己的王室身份。
安德里斯庫斯的王室流言在安條克城廣為流傳並受到大眾的支持，他正式向德米特里一世請求，希望國王可以幫助他重奪馬其頓的王位。因為塞琉古帝國為了強化統治和增進國內的希臘化程度，大舉鼓勵希臘和馬其頓地區移民，這是塞琉古帝國長年以來一致的國策，因此國內有不少民眾是希臘和馬其頓移民的後裔。又因為首都安條克城的公民很大一部分祖先是從馬其頓移民後裔，天性對於羅馬人在第三次馬其頓戰爭後滅亡馬其頓王國一事感到反感，公民們相當同情安德里斯庫斯的身世，也很支持他的復國主張。
希臘、馬其頓後裔公民們結合安德里斯庫斯訴求和對德米特里一世統治的不滿，甚至揚言若國王拒絕安德里斯庫斯訴求，那他們將要暴動把德米特里趕下王位。未免事態和不滿繼續擴大，德米特里一世連忙派人逮捕安德里斯庫斯，並火速把他送往羅馬。

### 前往羅馬
在羅馬，他被帶到元老院面前。根據狄奧的記載，安德里斯庫斯被元老們藐視，因為羅馬人清楚知道他平凡的出身，和他明顯有錯誤的身份宣稱。羅馬人很清楚知道安德里斯庫斯不是珀爾修斯之子腓力，因為真正的腓力早就被羅馬人抓了關在阿爾巴·弗詹斯（Alba Fucens），這位真王子在珀爾修斯去世兩年後也跟著過世。羅馬元老們認為安德里斯庫斯太假，假到覺得他沒有威脅性，就簡單釋放了他，並限定他居住在義大利城市中。然而，安德里斯庫斯脫逃了並回到希臘世界，居住在米利都。

### 獲得支持
在米利都期間，安德里斯庫斯繼續他的訴求，並進一步完善他身世故事的完整性和邏輯性，吸引許多人的注意和同情與支持。當米利都的統治者驚覺安德里斯庫斯的影響力時，他們逮捕了他，並問那些從羅馬而來的使者們意見，詢問應該如何處置安德里斯庫斯才好。使者們認為安德里斯庫斯只是個騙子，並勸米利都人放了他。安德里斯庫斯後來回到伊奧利亞，與帕加馬王族阿特納奧斯的妻子卡爾莉芭會面。卡爾莉芭是馬其頓人，她曾經是珀爾修斯的情婦，因為她過去與與安提柯王室之間的關係，讓她相信安德里斯库斯的說詞並很同情他。卡爾莉芭給與他金錢、置裝、奴隸等排場資助，並很可能是她建議安德里斯库斯前往色雷斯，那裡可以發展馬其頓君主派追隨者。
安德里斯库斯途經拜占庭時也受到當地人熱烈歡迎和支持，最後他抵達色雷斯。在那裡安德里斯库斯與奧德里西亞王國（Odrysian）國王特雷斯三世會面，特雷斯三世本人娶了珀爾修斯的孫女，他的父親科蒂斯四世（Cotys IV）曾經是珀爾修斯的盟友。安德里斯库斯受到特雷斯三世和其他色雷斯部族首領的熱烈支持，其中尤其是一位名叫巴爾撒巴的首領之後跟著他一同朝馬其頓進軍。特雷斯三世在自己的宮廷為安德里斯库斯加冕，並給他一支數百人的色雷斯軍隊，就此開啟安德里斯库斯的征途。

## 征服馬其頓
當時羅馬人在馬其頓地區建立四個不隸屬的共和邦聯，充當羅馬的僕從國。安德里斯库斯一開始進軍馬其頓不順利，而且他在初期也未能成功激發馬其頓人的反叛情緒，這讓羅馬人更輕視這位王室冒充者。然而，他很快與馬其頓邦聯軍隊接戰，在奥多曼蒂地區擊敗這支羅馬僕從國軍隊。之後他成功進軍馬其頓核心區域，並在斯特魯馬河岸擊敗另一支馬其頓邦聯軍。安德里斯库斯在馬其頓民眾的歡呼下，於前150/前149年馬其頓王國舊都佩拉宣布正式登上馬其頓王位，重建馬其頓王國。

### 大眾支持
起初馬其頓人對於安德里斯庫斯不太熱情，但隨著一次次勝利他的支持度在馬其頓水漲船高。原本馬其頓地區的反羅馬情緒就普遍存在，在勝利加持下，馬其頓大眾支持安德里斯庫斯推翻現有的傀儡政權。然而並不是所有的馬其頓人全部都支持安德里斯庫斯，在上層的貴族和仕紳階級對於安德里斯庫斯的復國行動很猶豫，相比底層民眾對此就相當熱情，無論如何整體大眾對他是支持的。隨著他準確預測到兩處秘密王國財寶所在地，而他王室身份的可信度更是進一步高漲，他聲稱之所以知道這個祕密，是末代國王珀爾修斯當初書寫密函給他的養母，養母待他成年後轉交給他而得知。即使有人會懷疑他說法的真實性，但近代學者貝內迪克特·奈西說明：「人傾向於相信自己願意相信的東西。重建馬其頓王國可以擺脫羅馬統治的重擔，這個重擔施加的越久，馬其頓人就越期待一位流著古老高貴血統的國王，為他重建王國而高興。」
然而還有人猜測，安德里斯庫斯的支持程度可能不像人們通常認為的那樣廣泛，還有相當數量的馬其頓民眾仍然屬於親共和派和親羅馬派。因為在安德里斯庫斯被擊敗後，相比同期反抗羅馬的科林斯和迦太基都在戰後被摧毀，相反地羅馬人對馬其頓缺乏報復。以此為論點，對羅馬人來說馬其頓並不是鐵板一塊，存在數量不少的親羅馬派。

## 統治馬其頓

### 軍事行動

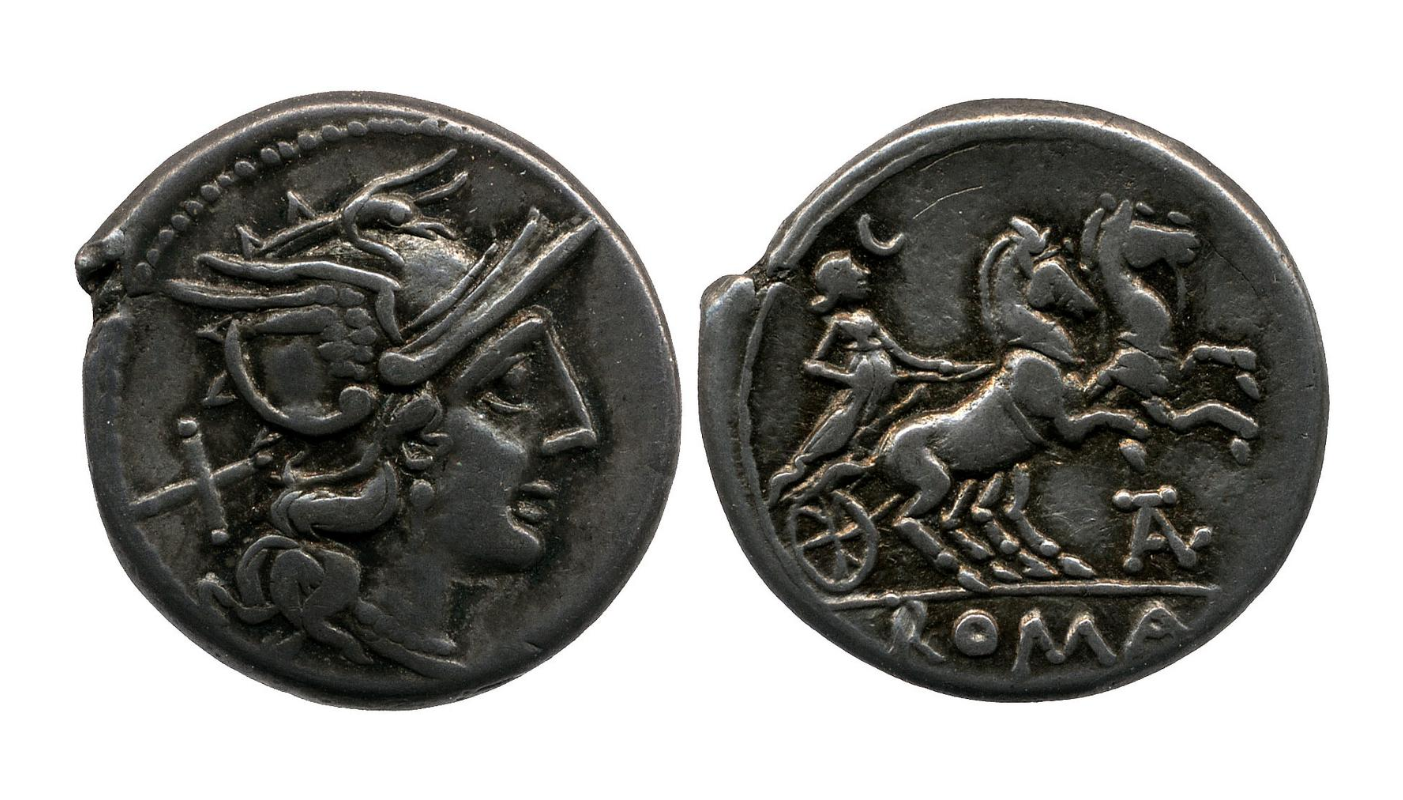
很可能是普布利烏斯·尤文圖斯·塔爾納（Publius Juventius Thalna）所鑄的第納里烏斯銀幣，約在前179年～前170前間。

對於安德里斯庫斯的統治，很大取決於他的軍事行動，因為他治理的期間幾乎都是在與羅馬戰鬥。當他重建馬其頓王王國後，他擴大軍隊的規模，並發起對色薩利地區的軍事行動，該地區在馬其頓安提柯王朝期間一直是王國重要領地。起初對抗他的對手主要是羅馬人在希臘的盟友亞該亞同盟和希臘地區少量的羅馬部隊和代表，甚至當他登上馬其頓王位後，在馬其頓地區還有一些殘餘的羅馬僕從國馬其頓共和邦聯勢力。很快地，羅馬人從本土派出一支由羅馬副執政官普布利烏斯·尤文圖斯·塔爾納所率領的羅馬軍團，準備來討伐他。
羅馬副執政官塔爾納嚴重低估了安德里斯庫斯的兵力，他沒有考慮到這位新國王登基後大幅度擴軍。因此根據卡西烏斯·狄奧的說法，安德里斯庫斯在色薩利靠近馬其頓邊界的某處痛擊了塔爾納，對於戰役細節不清楚，但塔爾納於戰場上被殺，這支羅馬軍隊幾乎全軍覆沒。這是羅馬人和馬其頓人從交手一來最慘烈的敗戰，古羅馬歷史學家弗羅魯斯如此諷刺道：「遇上真正的國王時他們所向無敵，但遇上虛構冒充的國王時反而會被打敗」。這場大勝讓安德里斯庫斯的名聲大振，並得到迦太基的同盟盟約，他在國內的聲望也大幅激烈增長，他的威名讓他可以碾壓國內殘餘的共和邦聯勢力，並順利征服色薩利部分地區。

### 外交政策
起初安德里斯库斯企圖與羅馬協商自己的地位問題，但之後他發現羅馬人不可能認可自己的王位而協商作罷，他轉而開始施行強烈的反羅馬政策。他持續與同盟的色雷斯諸王公加深關係，畢竟自己王位得來是靠他們幫助，且色雷斯在他統治期間也可以持續提供大量兵源。
在安德里斯库斯擊敗塔爾納獲得大勝後，其他外國勢力對他的興趣也猛然提升。正在與羅馬進行第三次布匿戰爭的迦太基，不僅與安德里斯库斯建立同盟還承諾他將施與金援和戰船助戰，雖然這些援助在安德里斯库斯最終失敗前可能都沒轉交給他。另一方面在希臘地區，可能在他特意經營下希臘地區普遍對他保持同情，然而亞該亞同盟仍舊站在親羅馬陣營並與他對抗。而帕加馬國王阿塔羅斯二世也保持親羅馬的態度，帕加馬王國擔心馬其頓重新復國後會把矛頭轉向自己，堅定與羅馬站在一起。

### 國內政策
在國內方面，安德里斯库斯施行猛烈的反羅馬、反共和的政策。古代歷史學家認為這顯示他的殘酷和暴政，但現代有論點認為這僅是單純反應他的反羅馬政策表現，因為他主要迫害他的敵人—親羅馬的共和派。
同時也有論點認為可能他真的相當殘暴，在他擊敗塔爾納大勝之後他更加迫害敵對者，這大幅損害了他的支持度，導致後來民眾離心的嚴重後果。

### 造幣
關於安德里斯库斯時期的造幣問題一直在學術界有爭議，曾經認為他的很多錢幣都是拿以前安提柯王朝、馬其頓共和邦聯和羅馬的錢幣重複打製（Overstrike）而成。已知他發行數量很少的德拉克馬銀幣，錢幣正面他裝扮成典型的希臘化時代國王樣貌，背面是海克力斯。他的錢幣僅有三枚存世，一枚是用色薩利同盟的德拉克馬銀幣重複打製，另一枚用羅馬的第納里烏斯銀幣打的，因此三枚中共有兩枚是重複打製。之所以使用羅馬錢幣，很可能是安德里斯库斯在擊敗塔爾納之後獲得羅馬人的大量軍資為戰利品，並用這些羅馬錢幣來造自己的幣。他的錢幣品質也不佳，可能是他統治時間短暫且政局不穩定，他的錢幣重新使用舊的模具來快速生產，來應付戰時大量開銷。
還有一些時間落在他統治時間，但沒有王室象徵的錢幣被發現，這錢幣可能是殘餘親羅馬的共和邦聯所打造，也有可能是安德里斯库斯當上國王後其放權的程度是古代文獻沒有提起的，他可能讓一些城市享有鑄幣權來換取對自己的支持，而讓自治的城市發行這類非王室的錢幣。

## 戰敗和死亡

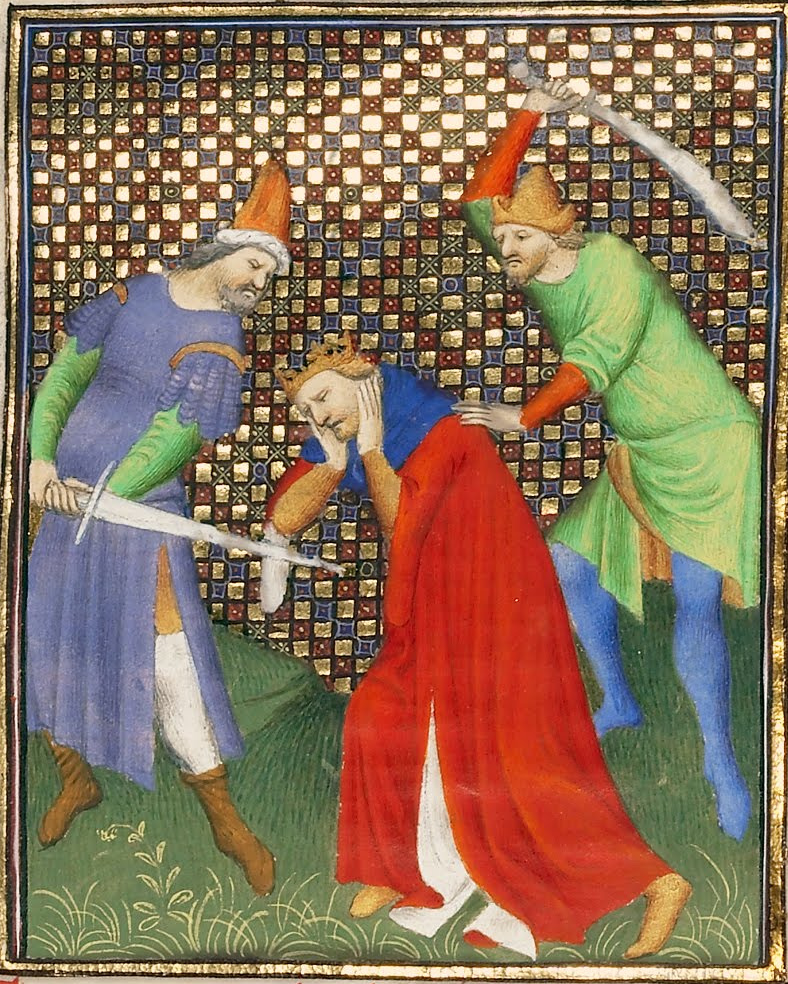
「偽腓力」之死，十五世紀袖珍畫（Miniature）

塔爾納大敗嚴重損害羅馬在東方的威信，也讓元老院理解到需要全力對付這場叛亂。羅馬人他們組建一支由兩個羅馬軍團組成的滿編大軍，由副執政官昆圖斯·凱西里烏斯·梅特盧斯率領，前去對付安德里斯库斯，計畫假如無法平息叛亂也要制止安德里斯库斯的行動。前148年梅特盧斯率軍來到希臘，他沿著色薩利沿岸與羅馬盟友帕加馬王國艦隊一同海陸並進，另一方面帕加馬艦隊也可以脅馬其頓北部的沿海城市。安德里斯库斯為了防止自己被兩頭攻擊，他率領軍隊前去彼得那採取防守策略，在那裡與梅特盧斯的羅馬軍隊展開會戰。在這場彼得那戰役中安德里斯库斯被徹底擊敗，他原先殘酷的統治手段也招來惡果，他的人民在他戰場失利後紛紛向梅特盧斯降伏，僅僅一場戰役失敗就足夠讓安德里斯库斯失去整個馬其頓。安德里斯库斯逃往色雷斯回到他最初的根據地，他準備重新聚集了一支軍隊，然而梅特盧斯迅速追擊，趁著安德里斯库斯尚未把軍隊整頓好就發動攻擊，再度擊破這支軍隊。安德里斯库斯只得投靠色雷斯一位小首領拜瑟（Byzes），梅特盧斯卻成功勸告拜瑟成為羅馬的盟友，安德里斯库斯最終被出賣成為階下囚，結束他的統治。
安德里斯库斯接下來兩年都是以俘虜的身份過活，在梅特盧斯降伏殘餘馬其頓抵抗勢力並把馬其頓併入羅馬行省以及亞該亞戰爭戰後處置完之後。與前146年梅特盧斯帶著他押回羅馬，羅馬人為了恭賀梅特盧斯的勝利，為他冠上榮名（agnomen）「馬其頓征服者」（Macedonicus）。羅馬人還為梅特盧斯舉辦凱旋式，凱旋式中安德里斯库斯被以戰俘的身份參加遊街，飽受羞辱，隨後他就被處死，至此馬其頓此後不再有國王。

## 評價和遺產
古代文獻對待安德里斯库斯充滿敵意，這種敵意不僅出現在描述他宣稱和出身的語句，也出現在他的個人評價上。古希臘歷史學家西西里的狄奧多羅斯稱「他天生野蠻、嗜血和傲慢的性格，還要加上貪婪和極其卑劣的氣質.」。古羅馬歷史學家狄奧和李維認為他「是最低級的人」。他們都描繪安德里斯库斯是個殘酷和暴政的人，可能跟他嚴厲迫害馬其頓境內的親羅馬、親共和派人士有關。也可能他在那個時候確實很殘暴，尤其是在他大勝塔爾納之後，對他的臣民實施恐怖手段和鎮壓行為。
他復國失敗後所造成的影響，是羅馬理解到馬其頓地區的反羅馬力量可以茁壯到如此，也知道過往的統治手段已經無法維持，勢必要對馬其頓地區的統治方式進行重新檢討並改組。另一方面透過扶持親羅馬派人士和建立馬其頓僕從國的方式已經不可行，因為安德里斯库斯在戰爭期間大肆殘害親羅馬派馬其頓人，戰後他們已經沒有力量去維持政府也打亂原有的統治階級，使得舊方法難以施行。因此隨著羅馬重新征服馬其頓地區，馬其頓被直接納入行省之中，並以征服者梅特盧斯為馬其頓行省的第一位總督。

## 註腳
1. ↑  Erskine (ed.) 2003: chapters on various Hellenistic rules, with detailed further reading.See also reading for chapter 2.
2. ↑  Lesley Adkins,Roy A.Adkins（1998）. Handbook to Life in Ancient Greece.Oxford University Press,USA.ISBN 9780195124910.
3. 1 2  Smith 1870.
4. 1 2 3 4  Chisholm 1911.
5. ↑  李維, Periochae 49.22
6. ↑  李維, Periochae 49
7. 1 2 3 4 5 6  Niese 1903，第332頁.
8. ↑  Niese 1903，第331-332頁.
9. ↑  李維, Periochae 49.26
10. 1 2  李維, Periochae 49.27
11. ↑  卡西烏斯·狄奧, XXI.71
12. 1 2  狄奧多羅斯, Book 32
13. 1 2  Hoover 2000，第108頁.
14. ↑  Steven C. Hause; William S. Maltby. . Thomson Wadsworth. 2004: 76. ISBN 978-0-534-62164-3.
15. ↑  Victor, Royce M. . Continuum International Publishing Group. 2010: 55. ISBN 978-0-567-24719-3.
16. ↑  Hoover 2000，第107頁.
17. 1 2 3  狄奧, XXI.71
18. 1 2  狄奧多羅斯, 32.15
19. ↑  Kuzmin 2013，第281-282, 284頁.
20. ↑  Kuzmin 2013，第283-284頁.
21. ↑  Kuzmin 2013，第285-286頁.
22. ↑  Niese 1903，第332-333頁.
23. ↑  Morgan 1969，第423頁.
24. 1 2 3 4 5  Niese 1903，第333頁.
25. ↑  MacKay 1968，第36-37頁.
26. ↑  Crawford 1974，第225頁.
27. ↑  MacKay 1968，第38頁.
28. 1 2  弗羅魯斯, 1.30
29. ↑  波利比烏斯, 37.9
30. 1 2 3  Niese 1903，第333-334頁.
31. 1 2 3  MacKay 1968，第37頁.
32. ↑  弗羅魯斯, 1.32
33. 1 2 3 4 5  Niese 1903，第334頁.
34. ↑  李維, Periochae 50.1
35. ↑  MacKay 1968，第37-39頁.
36. ↑  MacKay 1968，第24-29頁.
37. ↑  Hoover 2016，第415頁.
38. ↑  MacKay 1968，第26-34頁.
39. ↑  MacKay 1968，第38-39頁.
40. ↑  Morgan 1969，第423-425頁.
41. 1 2  Morgan 1969，第426頁.
42. ↑  Morgan 1969，第426-427頁.
43. ↑  李維, Periochae 49.21
44. ↑  Morgan 1969，第427-428頁.

### 一手文獻
- 維萊伊烏斯·帕特爾庫魯斯, Roman history, Book I
- 弗羅魯斯, Epitome, Book 1 （页面存档备份，存于）;
- 李維, 羅馬史, Periochae 46-50 （页面存档备份，存于） and 51-55 （页面存档备份，存于）
- 西西里的狄奧多羅斯, 希臘史綱, Book 32
- 波利比烏斯, 歷史, Book 37 （页面存档备份，存于）
- 卡西烏斯·狄奧, Roman History, Book 21

### 二手文獻
- Morgan, M. Gwyn. . Historia: Zeitschrift für Alte Geschichte. 1969, 18 (4): 422–446. JSTOR 4435094 （英语）.
- Émile Chambry; Émeline Marquis; Alain Billault; Dominique Goust, 勞勃·拉豐出版社 , 编, , 由Émile Chambry翻译, Paris, 2015, ISBN 978-2-221-10902-1 （法语）
- Hoover, Oliver D. . Zeitschrift für Papyrologie und Epigraphik. 2000, 131: 106–110. JSTOR 20190661 （英语）.
- MacKay, Pierre A. . Museum Notes (American Numismatic Society). 1968, 14: 15–40. JSTOR 43573445 （英语）.
- 奈西, 貝內迪克特. . Gotha F.A. Perthes. 1903 （德语）.
- Kuzmin, Yuri N. . Rheinisches Museum für Philologie. 2013, 156 (3/4): 277–287. ISSN 0035-449X. JSTOR 24392713.
- 克勞福德, 麥可. . Cambridge University Press. 1974. ISBN 9780521074926.
- Hoover, Oliver D. .  3. Lancaster/London: Classical Numismatic Group. 2016. ISBN 9780989825412.

## 扩展阅读
- 本条目包含来自公有领域出版物的文本: Chisholm, Hugh (编). .  1 (第11版). London: Cambridge University Press: 975. 1911.
- 本文全部或部分內容來自現已進入公有领域的作品：威廉·史密斯. . Smith, William  (编).  1: 171. 1870.

| 安德里斯库斯 安提柯王朝出生于：?逝世於：前146年 | 安德里斯库斯 安提柯王朝出生于：?逝世於：前146年 | 安德里斯库斯 安提柯王朝出生于：?逝世於：前146年 |
| ----------------------------------------------- | ----------------------------------------------- | ----------------------------------------------- |
| 前任者： 空缺 前一位國王為珀爾修斯              | 马其顿国王 前149年–前148年                      | 繼任者： 滅亡 成為羅馬共和國馬其頓行省          |